# Дай-цзун
Дай-цзун (кит. 唐代宗 Daizong) — храмовое имя императора Ли Чу (李俶), позднее получил имя Ли Юй (кит. 李豫), император китайской империи Тан в период 763—779 гг.
Вступил на престол 18 мая 762 года,  перед этим династия Янь (после мятежа Ань Лушаня) стала ослабевать, в 761 году был убит яньский император Ши Чаои, и к воцарению Дай-цзуна танские войска занимали Лоян и вскоре разбили мятежников.

## История правления

### Вступление на трон
В мае 762 года сначала умер его дед Сюань-цзун, а потом император Су-цзун, непосредственно перед этим произошло столкновение евнуха Ли Фуго и императрицы Чжан и принца Ли Си, в результате чего Ли Фуго смог убить всех своих противников. Тяжело больной император Су-цзун не выдержал событий и скончался 17 мая, а 18 мая Ли Ю взошёл на трон как император Дай-цзун. Евнух Ли Фуго попытался изолировать императора, разрешив ему общаться только со слугами. Император затаил обиду и стал вынашивать план, как избавиться от евнуха. Он приблизил подчинённого евнуху Чэнь Юаньчжэня (程元振). Чтобы усыпить бдительность Ли Фуго, он стал присваивать ему один почётный титул за другим, но потом постепенно передавал командование силовыми ведомствами Чэню, пока вдруг не снял с Ли Фуго должности военного министра и главнокомандующего, передав их Чэню, и приказал Ли Фуго оставить дворец, присвоив ему однако титул принца Болу и оказывая уважение. Ли Фуго пытался подать в отставку, но отставка была вежливо отклонена. Император боялся открыто убить евнуха, помня его злокозненные интриги, и подослал к нему убийцу, который убил Ли Фуго 8 ноября 762 года, забрав его голову и руку. Император приказал арестовать убийцу и устроил Ли Фуго пышные похороны, заменив руку и голову на деревянные.

### Борьба противдинастии Янь
В результате мятежа Ань Лушаня образовалось государство Янь, в котором сменилось 4 императора. В 761 году Ши Чаои убил своего отца Ши Сымина и занял трон.
В конце 762 император послал евнуха Люй Цинтаня (劉清潭) в Уйгурский каганат за помощью. Каган Идигянь до этого уже получил предложение союза с Ши Чаои поначалу отказался поддержать Дай-цзуна, но его убедил тесть Пугу Хуайэнь. Зимой 762 года объединённые силы уйгуров и китайцев освободили Лоян, и Ши Чаои бежал. Предположительно весной 763 года Ши Чаои покончил с собой, и на этом государство Янь прекратило существование.
По совету Пугу Хуайэнь, император согласился оставить ряд яньских генералов при их владениях, опасаясь продолжения войны. В результате появилась прослойка военных губернаторов (Цзедуши). Результатом этого решения стало наличие большого числа независимых милитаристов, что негативно отразилось на последующей истории династии Тан вплоть до её коллапса.

### Поражение тибетцам и смуты
Осенью 763 года Пугу Хуайэнь стал подозреваться несколькими генералами и чиновниками в мятеже. В результате Пугу разочаровался в центральной власти и стал действовать самостоятельно. В то же время Тибет, который во времена мятежа Ань Лушаня занимал постепенно китайские префектуры, неожиданно атаковал Чанъань. Главнокомандующий Чэнь Юаньчжэнь не мог справиться с генералами, которые не могли ему простить преследований и казни нескольких генералов. Таким образом, когда император попросил срочного вмешательства провинциальных генералов, никто не пришёл на помощь. 16 ноября он был вынужден покинуть Чанъань и бежать в префектуру Шан. Тибетцы провозгласили принца Ли Чэнхуна (李承宏) танским императором, однако в течение месяца население Тан смогло организовать сопротивление и генерал Го Цзыи пошёл в контратаку. Император снова вернулся в столицу, однако немалая территория была потеряна. Чэнь Юаньчжэнь был снят с поста главнокомандующего, и самой влиятельной фигурой при дворе стали канцлер  Юань Цзай и евнух   Ю Чаоэнь.
В 764 году Ли Ко был назначен престолонаследником. Его мать наложница Шэнь была взята в плен армией государства Янь, император усердно пытался её разыскать, но тщетно.
В 764 году Пугу Хуайэнь укрепился в  Юньчэне, Шэньси, и послал сына противостоять танским войскам. Сын погиб и Пугу окопался в районе Шофан  (朔方, сейчас  Иньчуань).
В это время канцлер Люй Янь смог осуществить проект по открытию реки Бяньхэ (汴河) для судоходства, соединив её каналом с Хуанхэ и Хуайхэ, восстановив тем самым систему снабжения столиц, которая была до войны.
Пугу в сговоре с уйгурами и тибетцами готовил атаку на Чанъань, но в 765 году он умер и его армия присягнула императору. Тем не менее осталось несколько фактически независимых генералов, которые не подчинялись центральному правительству.
В 765 возникла смута в округе Цзяньнань. Новый губернатор  Го Инъай (郭英乂) выступил против чиновника Цуй Нина, но потерпел поражение и был убит, в результате Цуй стал править независимо, и императору не удавалось его сместить.

### Ранний период Дали
Постепенно император стал отходить от даосизма и склоняться к буддизму под влиянием Юань Цзая, Ван Цзиня и Ду Хунцзяня. Буддийский монах Амогхаваджра (Букун) был приближен к императору и получил титул графа. Император освободил монахов от физических наказаний, при этом храмам и монастырям даровались богатые пожертвования. Позднее Сыма Гуан и другие историки осуждали склонность императора к буддизму и характеризовали его правление как упадок правопорядка.
В 768 году Ли Хуайсянь был убит своими офицерами и император попытался взять под контроль округ Лулун (盧龍, у современного Пекина), ему пришлось вмешиваться и менять там военных губернаторов.

### Поздний период Дали
В 773 беспорядки вспыхнули в округе Чжаои (昭義, современный Аньян, Хэнань).  Против нового губернатора Сюэ Э выступил Тянь Чэньсы, губернатор округа Вэйбо (魏博, сейчас Ханьдань, Хэбэй), который взял под контроль несколько префектур, изгнав оттуда губернаторов. Весной 775 года император собрал генералов против Тяня, которые поначалу стали побеждать, но разброд в управлении привёл к тому, что император вынужден был отказаться от продолжения кампании и простить Тяня.
В 775 году умерла любимая жена императора Дугу.
В 776 году после смерти губернатора округа Бяньсун (汴宋, совр. Кайфын, Хэнань) округ занял чиновник Ли Линъяо (李靈曜), и началась сложная кампания по наведению там порядка.
Попытки императора справиться с военными губернаторами были малорезультативными, они действовали практически самостоятельно, игнорируя центральные власти, попытки противостоять одним губернаторам приводили к усилению других.
К 777 году
- Ли Чжэнцзи с армией в 60 тысяч солдат управлял округом Пинлу, включающим 15 префектур.
- Тянь Чэньсы с армией в 50 тысяч солдат управлял округом Вэйбо, включающим 7 префектур.
- Ли Баочэн с армией в 50 тысяч солдат управлял округом Чэндэ, включающим 7 префектур.
- Лян Чунъи с армией в 25 тысяч солдат управлял округом Восточный Шаннань, включающим 6 префектур.

В 779 году умер Тянь Чэньсы, и император позволил его племяннику Тянь Юэ наследовать его уделы. Ли Чунчжэнь был выдворен из округа Хуайси  (淮西, сейчас Чжумадянь, Хэнань) своим подчинённым чиновником, но император, веря в его благонадёжность, взял его в столицу и назначил канцлером.
Летом 779 года император заболел и вскоре умер. Трон наследовал Ли Ко (как император Дэ-цзун).